# Monts Udzungwa
Les monts Udzungwa  sont une chaîne de montagnes de Tanzanie. Elles culminent à 2 579 mètres d'altitude au mont Luhombero. Une partie du massif est incluse dans le parc national des monts Udzungwa.

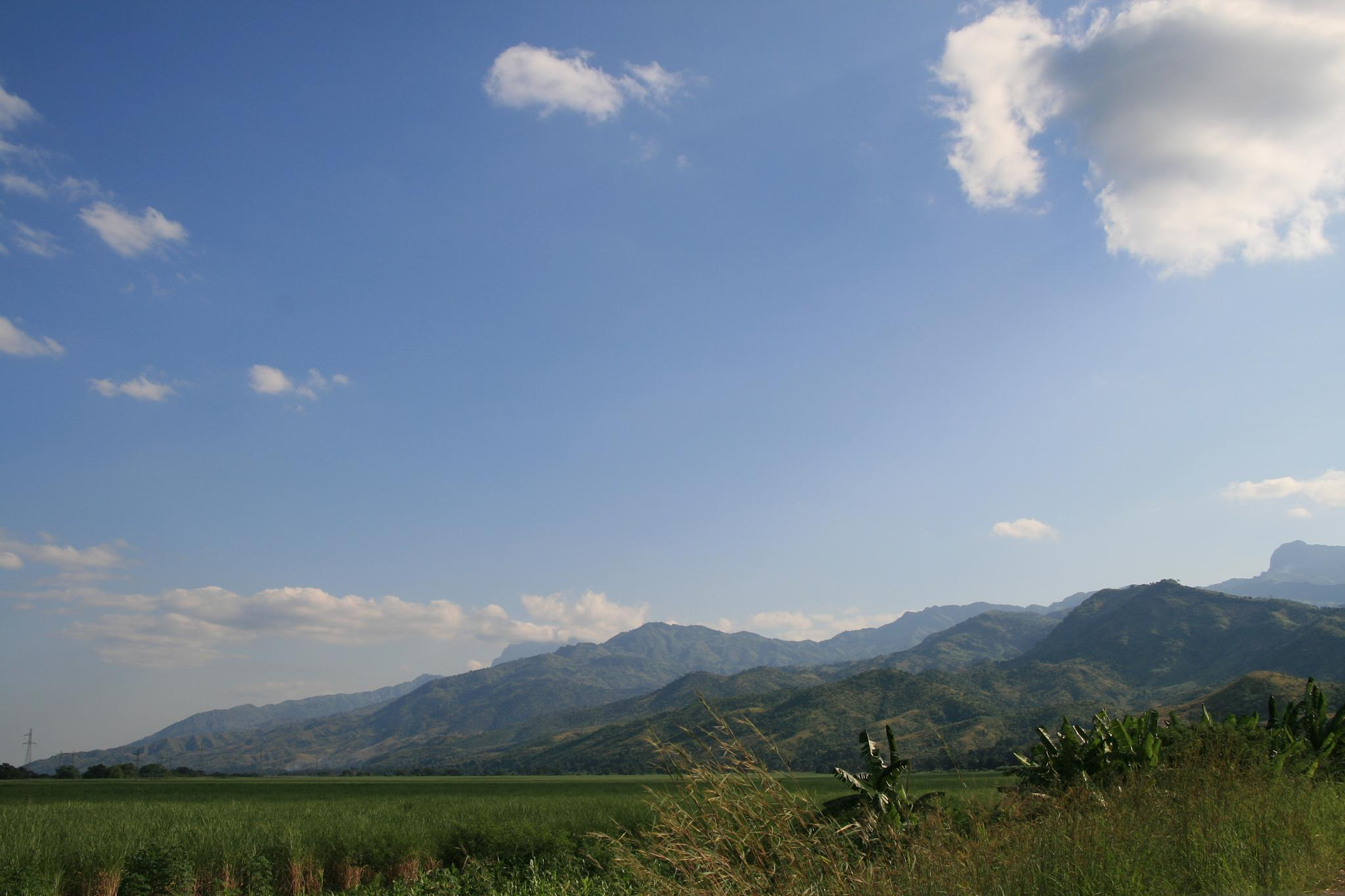
Vue des monts Udzungwa depuis la plaine.

## Biodiversité
Les monts Udzunga abritent une musaraigne endémique, Myosorex kihaulei.